# Grote of Laurenskerk (Weesp)

Interieur van de Grote of Laurenskerk te Weesp tijdens een eredienst, Gijsbert Jansz. Sibilla, ca. 1635 (Museum Catharijneconvent)

De Grote of Laurenskerk is een kerkgebouw aan de Kerkstraat/Nieuwstraat in het centrum van de Noord-Hollandse plaats Weesp.
De kerk werd tussen 1429 en 1462 als laatgotische kruiskerk gebouwd, op de plek waar eerder een romaanse kerk had gestaan. In 1577 ging de kerk over in protestantse handen. Daarbij ging een groot deel van het kerkmeubilair verloren, maar het gotische koorhek bleef behouden.
Boven in de romaanse toren, een restant van de eerdere kerk, bevindt zich een carillon, dat in 1671 werd gegoten door de beroemde klokkengieter Pieter Hemony uit Amsterdam.
Het kerkgebouw is een rijksmonument. Het wordt gebruikt door de Protestantse Gemeente Weesp en Driemond.

## Orgel
In de kerk bevinden zich twee orgels. De vaste organist is sinds 1996 Christine Kamp.

### Bätz
Het grote orgel is gebouwd door de gebroeders Jonathan en Johan Martin Willem Bätz (1823). Hieronder volgt de dispositie:
| Hoofdwerk C-f’’’    |        |
| Prestant            | 16'    |
| Bourdon             | 16'    |
| Prestant            | 8'     |
| Roerfluit           | 8'     |
| Octaaf              | 4'     |
| Gedekte Fluit       | 4'     |
| Quint               | 3'     |
| Octaaf              | 2'     |
| Mixtuur B/D 4-8 st. |        |
| Sexquialter 3 st. D |        |
| Cornet 5 st.        |        |
| Trompet             | 8' B/D |
| Vox Humana          | 8' B/D |

| Rugpositief C-f’’’  |      |
| Prestant            | 8'   |
| Holpijp             | 8'   |
| Octaaf              | 4'   |
| Roerfluit           | 4'   |
| Gemshoorn           | 2'   |
| Quintfluit          | 1 ½' |
| Flageolet           | 1'   |
| Mixtuur 3-6 st.     |      |
| Sexquialter 2 st. D |      |
| Fagot               | 8'   |

| Pedaal C-d’ |
| aangehangen |

### Axsen
Er bevindt zich in de kerk ook een kabinetorgel uit circa 1800 van de firma Axsen. Hieronder volgt de dipositie van dit orgeltje:
| Manuaal C-f’’’ |        |
| Holpyp         | 8' B/D |
| Prestant       | 8' D   |
| Fluyt          | 4' B/D |
| Octaaf         | 2' B/D |
| Fluysit        | 1' B/D |
| Tremulant      |        |

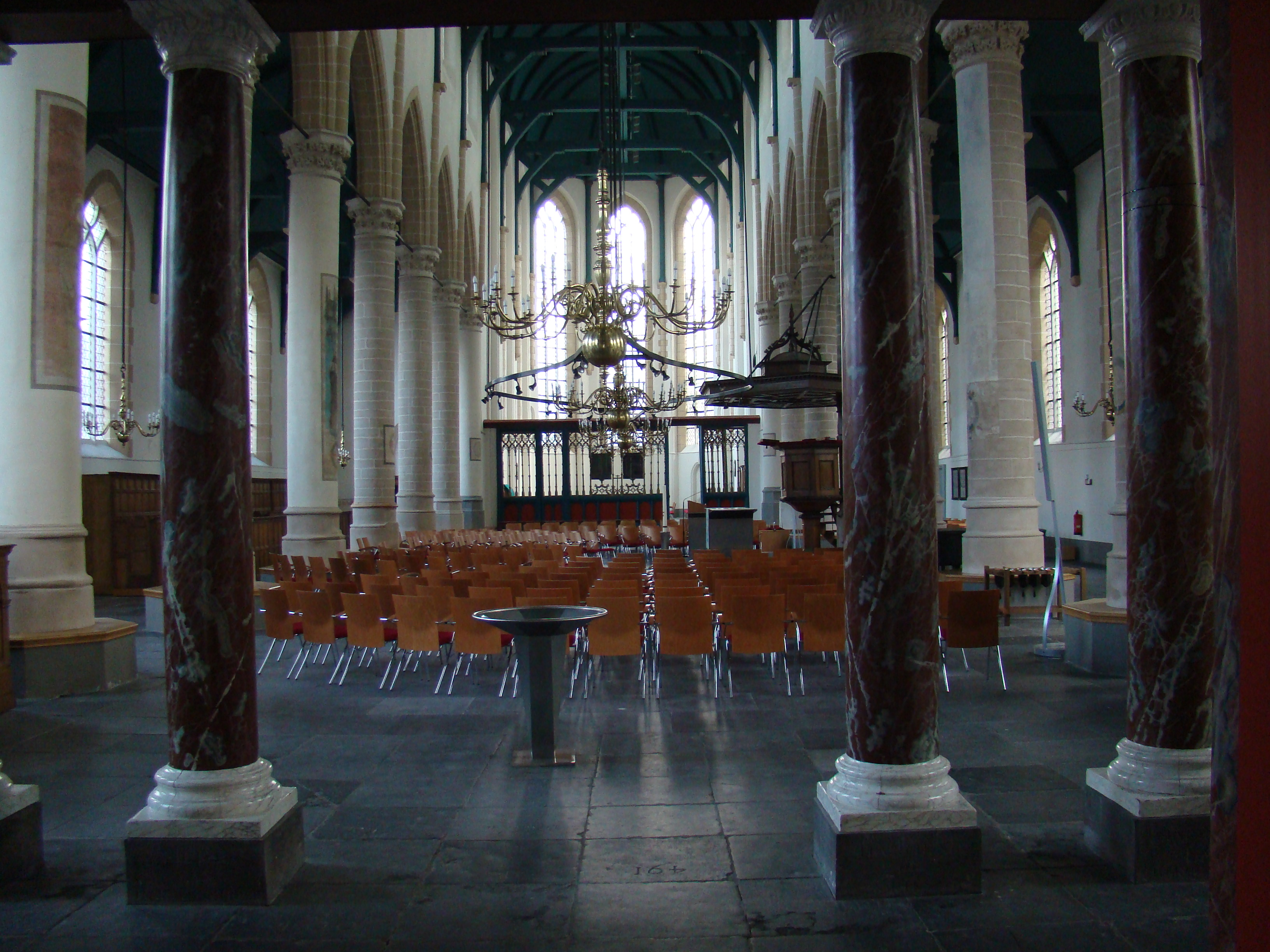
Interieur
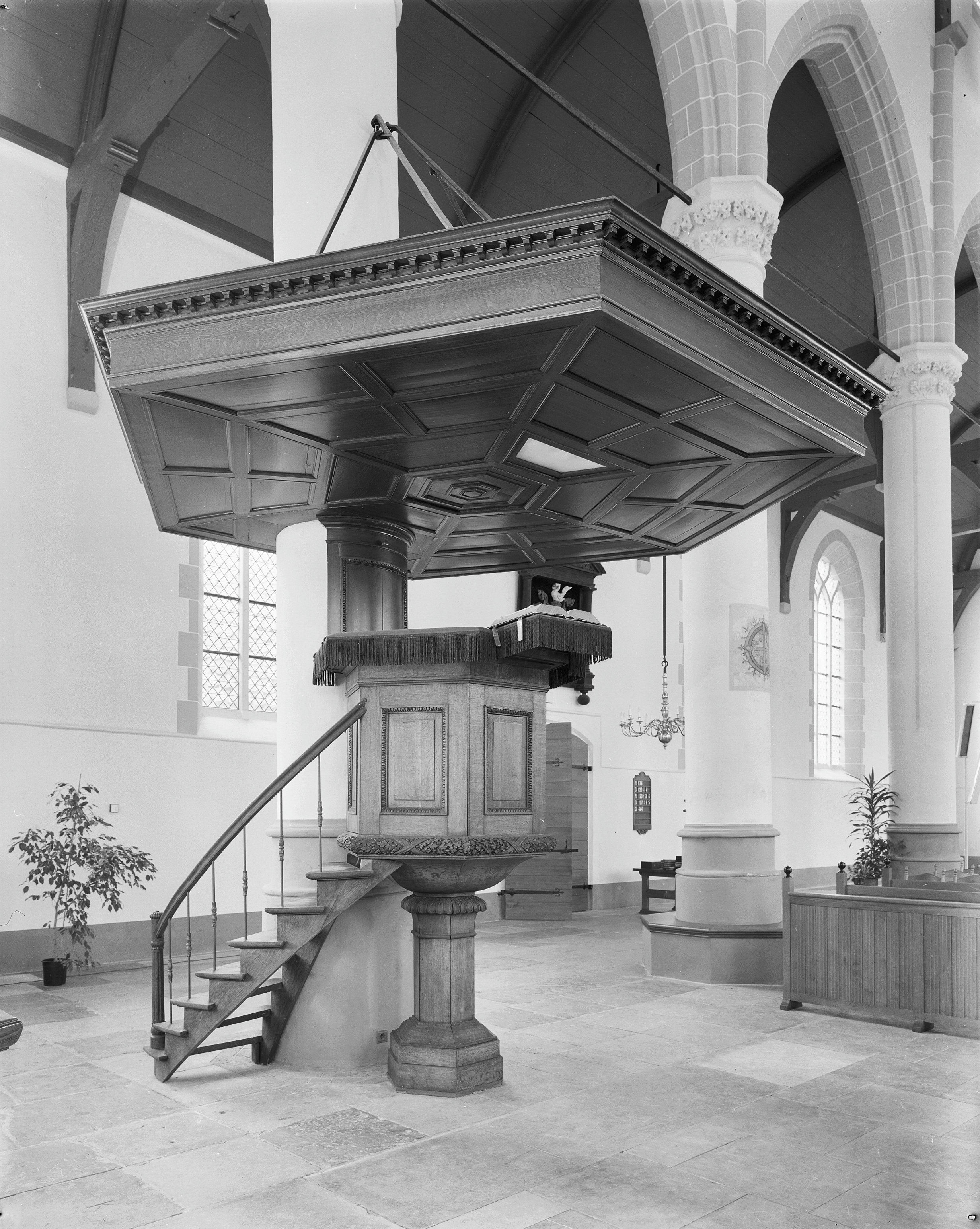
Preekstoel
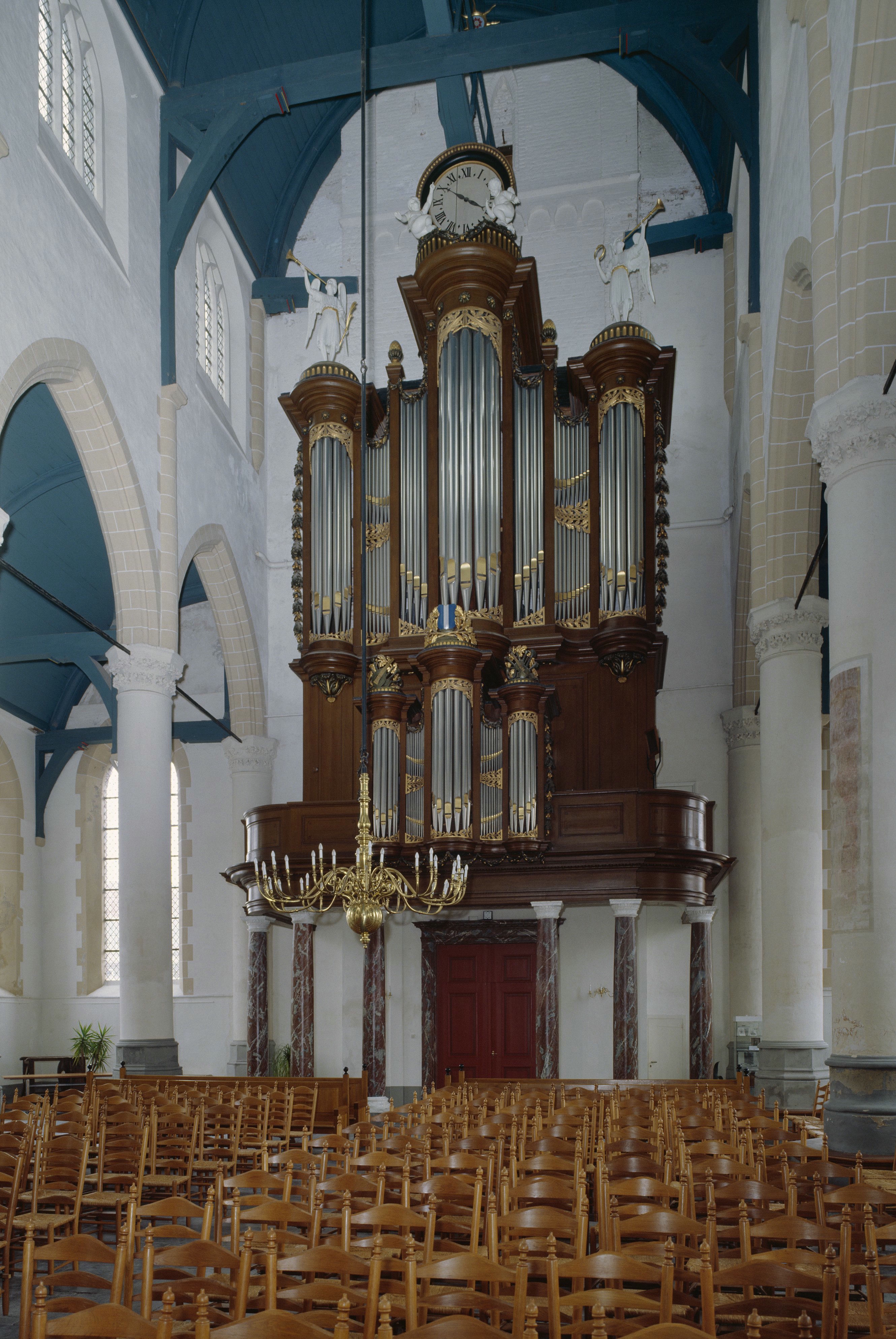
Bätz-orgel
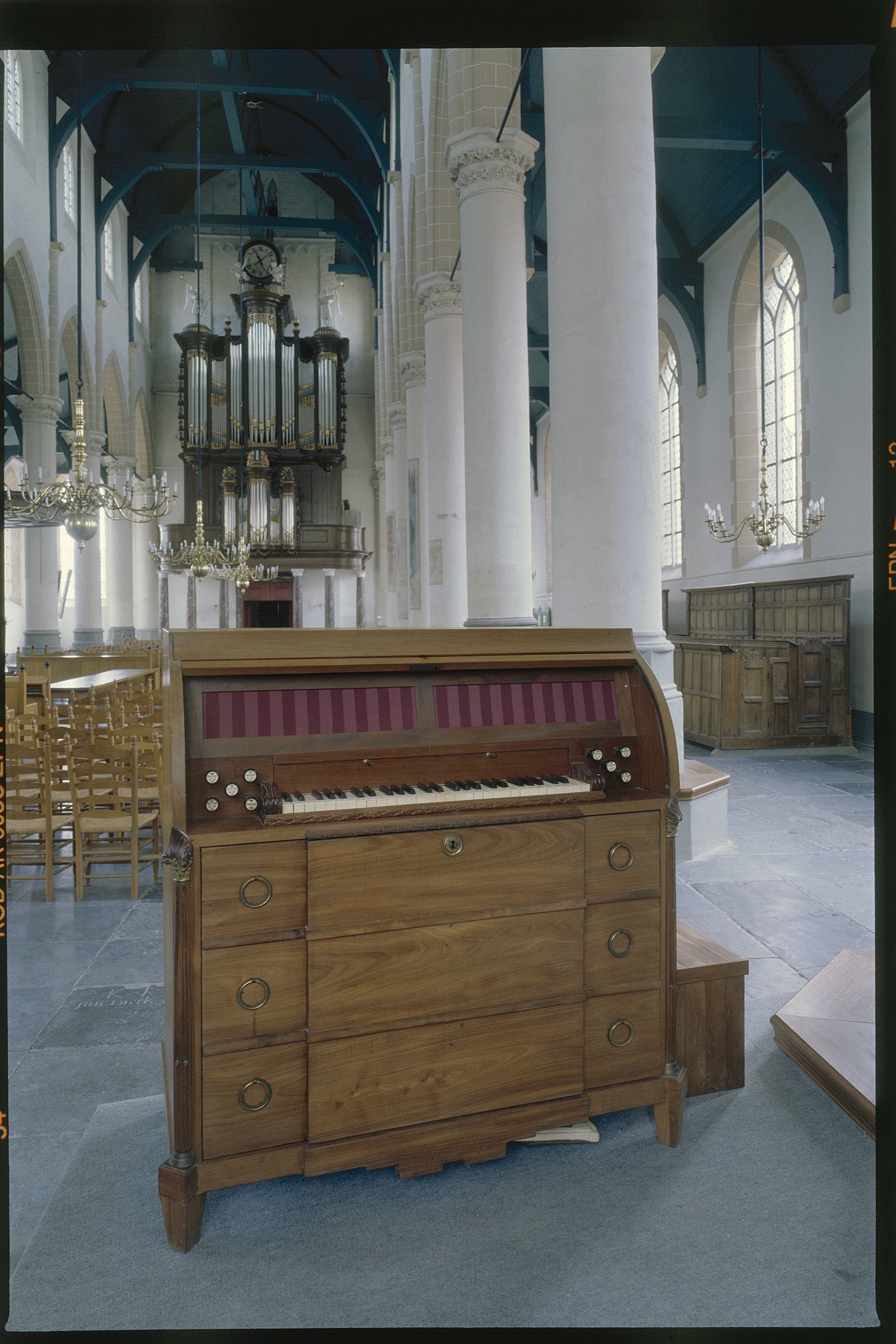
Axsen-orgel